# Синее знамя

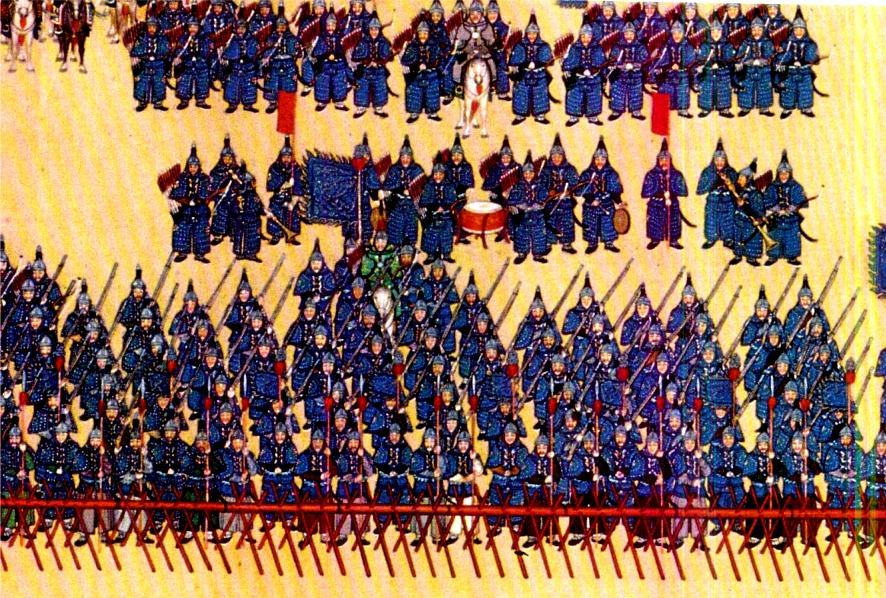
Солдаты Синего знамени во время правления императора Цяньлуна

[Истинно] синее знамя (正藍旗) — одно из восьми знамён маньчжурских военных и общества во времена династий Поздняя Цзинь и Цин в Китае.

## История
Синее зная было одним из пяти знамён низшего ранга. Одно из первых четырёх знамён, созданных в 1601 году при правлении Нурхаци (1559—1626), основателя Цинской империи. Первым командиром Синего знамени был бэйлэ Мангултай (1587—1633), пятый сын Нурхаци. В 1632 году Мангултай был осуждён и лишён права командования Синим знаменем. С 1636 года новым командиром Синего знамени стал бэйлэ Додо (1614—1649), первый принц Ю. Потомки Додо командовали Синим знаменем до падения династии Цин.

## Известные члены
- Мангултай
- Додо
- Ли Юнфан
- Абатай
- Агуй
- Чжао Эрфэн
- Гунсу, последняя супруга императора Тунчжи

## Известные кланы
- Аруте Хала
- Джангия
- Джорка
- Ехэ Нара
- Чжао
- Люгия
- Ли